# Йотти (язык)
Йотти (также йоти, вонкорок; англ. yotti, yoti, wonkorok) — адамава-убангийский язык, распространённый в восточных районах Нигерии. Входит в состав ветви леко-нимбари подсемьи адамава. Наиболее близок языкам вака и йенданг, иногда рассматривается как диалект последнего.
Численность носителей по данным 2011 года — около 3000 человек. Язык бесписьменный.

## Классификация
Согласно классификации, представленной в справочнике языков мира Ethnologue, язык йотти вместе с языками бали, кпасам, кугама и йенданг образуют подгруппу янданг. Указанная подгруппа включается в состав группы мумуйе-янданг ветви леко-нимбари подсемьи адамава адамава-убангийской семьи.
В классификации Р. Бленча, представленной в издании An Atlas of Nigerian Languages, язык йоти (йотти) вместе с языками вака и йенданг образуют в пределах подгруппы янданг (в терминологии Р. Бленча — йенданг) обособленный кластер. Подгруппа янданг в данной классификации входит в состав группы мумуйе-янданг (в терминологии Р. Бленча — мумуйе-йенданг) подсемьи адамава адамава-убангийской семьи. Помимо йотти, вака и йенданг в подгруппу янданг также включаются языки теме, генгле и кумба (сате, йофо), которые традиционно рассматриваются как языки подгруппы мумуйе. В классификации Р. Бленча, данной в работе The Adamawa Languages, идиом йоти (йотти) представлен как диалект языка йенданг.
В классификации, опубликованной в базе данных по языкам мира Glottolog, язык йотти вместе с языками бали и кпасам составляют кластер бали-кпасам, который образует вместе с кластером вака-йенданг-теме языковую подгруппу янданг. Эта подгруппа последовательно включается в следующие языковые объединения: языки мумуйе-янданг, центрально-адамавские языки, камерунско-убангийские языки и северные вольта-конголезские языки. Последние вместе с языками бенуэ-конго, кру, ква вольта-конго и другими образуют объединение вольта-конголезских языков.

## Лингвогеография

### Ареал и численность
Ареал языка йотти размещён на востоке Нигерии к югу от реки Бенуэ и к северо-востоку от города Джалинго. Согласно современному административно-территориальному делению Нигерии, носители языка йотти расселены на территории района Лау штата Тараба — в восьми селениях к югу от населённого пункта Майо-Лопе.
Ареал языка йотти со всех сторон граничит с ареалами близкородственных адамава-убангийских языков — с севера, востока и юго-востока ареал йотти граничит с областью распространения языка йенданг, с запада и юго-запада — с областью распространения языка мумуйе.
По данным 2011 года, представленным в справочнике Ethnologue, численность говорящих на языке йотти составила 3000 человек. По оценкам сайта Joshua Project численность носителей языка йотти составляет около 3500 человек (2017).

### Социолингвистические сведения
Согласно данным сайта Ethnologue, в отношении степени сохранности язык йотти является так называемым стабильным языком, поскольку устойчиво используется в устном бытовом общении представителями этнической общности йотти всех поколений, включая детей. Часть носителей языка йотти помимо родного также владеет языками мумуйе и йенданг. Представители этнической общности йотти в основном придерживаются традиционных верований (78 %), часть йотти исповедует христианство (12 %) и ислам (10 %).